# Im Schatten (2010)
Im Schatten ist ein Kriminalfilm von Thomas Arslan aus dem Jahr 2010. In seiner lakonischen Erzählweise erinnert der Film an die stilisierten Gangsterballaden von Jean-Pierre Melville.

## Handlung
Trojan kommt aus dem Gefängnis und will von seinem ehemaligen Komplizen Richard Bauer, den er nicht verraten hat, seinen Anteil an dem Coup, den sie damals gemacht haben. Richard Bauer speist ihn mit lächerlichen 10.000 Euro ab und schickt ihm zudem noch zwei Killer auf den Hals. Da Trojan Geld benötigt, sucht er den Planer auf, um zu erfahren, ob dieser einen Job für ihn hat. Der Planer schlägt ihm einen Überfall auf einen Juwelier vor, aber als Trojan die beiden Komplizen (einen Alkoholiker und einen Heroinsüchtigen) trifft, die für diesen Coup vorgesehen sind, steigt er aus diesem Geschäft aus. Über die Rechtsanwältin Dora Hillmann erfährt er von der Möglichkeit, einen Geldtransport auszurauben. Martin Krüger, ein flüchtiger Bekannter von ihr, arbeitet bei dem Unternehmen und kann ihr wichtige Hinweise geben. Trojan besucht seinen alten Kumpel Nico und kann ihn überreden, bei diesem Überfall mitzumachen.
Unterdessen hat der Polizist René Meyer, der nebenbei im Drogenhandel tätig ist, von einem seiner Verkäufer erfahren, dass Trojan wieder im Geschäft ist. Durch die Überwachung von Trojan und Dora Hillmann kommt er dem Coup auf die Spur. Nach dem geglückten Überfall holt er sich den Anteil von Martin Krüger und tötet ihn. Als er in die Wohnung von Dora Hillmann einbricht, um sich auch von ihr das Geld aus der Beute zu holen, wird er von Trojan erschossen.
Dora Hillmann und Trojan trennen sich. Er wirft die Leiche von René Meyer in einen Fluss und versteckt sich in seiner Waldhütte. Unterdessen foltern und töten die beiden Killer, die Richard Bauer losgeschickt hat, Trojans Kumpel Nico. Am nächsten Morgen schleichen sie sich zur Waldhütte. Trojan bemerkt sie und kann sie töten. Nachdem er die Leichen beseitigt hat, kehrt er zu seiner Hütte zurück und entdeckt dort die Polizei. Er muss ohne seine Beute fliehen. An einer Tankstelle stiehlt er einen Wagen und fährt in die Nacht.

## Hintergründe
Obwohl Im Schatten immer mit den Filmen von Jean-Pierre Melville verglichen wird, sieht Thomas Arslan seinen Film auch in der Tradition von Don Siegel und dessen Der große Coup (Charly Varrick).
Ursprünglich hatte Thomas Arslan vor, den korrupten Polizisten in den Mittelpunkt seines Filmes zu stellen, sich dann aber doch für den Kriminellen entschieden. Im Gegensatz zu den Filmen von Jean-Pierre Melville geht es ihm dabei viel mehr um den Alltag der Figuren als um deren mythische Überhöhung.
Thomas Arslan über Mišel Matičević, den Darsteller des Trojan: „Er ist unheimlich präzise in seinen Bewegungen, seinen Gesten. Und er hat die entsprechende Körperlichkeit. Es gab auch kaum Diskussionen über das Innere der Figur. Natürlich haben wir im Vorfeld über alles Mögliche gesprochen, aber beim Drehen ging es wirklich nur darum, physische Lösungen für eine Szene zu finden.“

## Kritiken
„Thomas Arslan hat einen stimmungsvollen ‚film noir‘ im modernen Berlin gedreht: ‚Im Schatten‘. Der Film funktioniert auf allen Ebenen, als Thriller wie als Kunstfilm und als Städteporträt. Und das ist eine ganze Menge.“

„Erstaunlich, dass ein Krimi, in dem vordergründig so wenig passiert, so mitreißend sein kann.“

„Warum ist Im Schatten trotz seiner Nüchternheit so spannend? Weil Thomas Arslan das Genre des Gangsterfilms zu sich selbst zurückführt. Weil er zeigt, dass die von ihm mit aller Sorgfalt freigelegte Mechanik des Genres genügt, um jene rätselhafte Mischung aus Düsternis, Verlorenheit und Vergeblichkeit zu erzeugen, die den Film noir ausmacht.“

## Fortsetzung
Im Jahr 2024 entstand mit Verbrannte Erde eine Fortsetzung, erneut unter der Regie von Thomas Arslan inszeniert und mit Mišel Matičević in der Hauptrolle.